# Ľubomíra Balážová
Ľubomíra Balážová, provdaná Ilanovská (* 13. srpna 1968, Štrba) je bývalá slovenská běžkyně na lyžích.

## Lyžařská kariéra
Za reprezentaci Československa skončila na XV. ZOH v Calgary 1988 v běhu na lyžích na 5 km na 30. místě, v běhu na 10 km na 27. místě, v běhu na 20 km na 33. místě a ve štafetě na 4x5 km na 7. místě. Na XVI. ZOH v Albertville 1992 také reprezentovala v běhu na lyžích Československo a skončila na 5 km klasicky na 11. místě, v běhu na 15 km klasicky na 13. místě, ve skiatlonu na 5+10 km na 26. místě a ve štafetě na 4x5 km na 6. místě. Na XVII. ZOH v Lillehammeru 1994 reprezentovala v běhu na lyžích Slovensko a skončila na 5 km klasicky na 21. místě, v běhu na 30 km volnou technikou na 18. místě, ve skiatlonu na 5+10 km na 24. místě a ve štafetě na 4x5 km na 7. místě.
Na mistrovství světa skončila nejlépe na 14. místě na 15 km ve Falunu 1993.